# 恰巴·格桑旺堆
恰巴·格桑旺堆（藏語：ཆབ་སྤེལ་བསྐལ་བཟང་དབང་འདུས，威利转写：chab spes bskal bzang dbang 'dus，1927年—2015年6月19日），男，藏族，西藏拉薩人，中华人民共和国政治人物，曾任西藏自治區政協副主席，第五、六、七、八屆全國政協委員。

## 生平
恰巴·格桑旺堆早年任西藏噶厦扎吉造幣廠總管。1956年之後，歷任西藏自治區籌備委員會工商處辦公室副主任，西藏政協副秘書長，西藏自治區衛生廳副廳長，中國人民銀行西藏分行副行長，拉薩市副市長，全國工商聯常务委员，西藏自治區第四、五屆政協副主席。
2015年6月19日9時30分因病醫治無效在拉薩逝世，享年88歲。